# Jade (песня)
«Jade» — песня японской метал-группы X Japan, выпущенная 28 июня 2011 года в Европе, Северной и Южной Америке и 13 июля в Японии и Юго-Восточной Азии. Является третьим синглом группы со времени её воссоединения в 2007 году и вторым с участием гитариста Сугидзо.

## Предыстория и выпуск
Задумывая «Jade», Ёсики хотел создать песню, которая бы показала, как X Japan «развивается», но сохраняет «красивые мелодии и агрессивность». Он сообщал, что испытывал большое давление при написании песни, так как группа желала выйти на западный рынок. Песня написана полностью на английском языке, за исключением одной строки. По словам Ёсики, этой песней он хотел выразить боль, через которую прошёл он с другими участниками X Japan, добавив, что «следует просто принять её и отнестись к ней позитивно».
Изначально выпуск «Jade» был запланирован на 15 марта 2011 года, но группа решила отложить его ввиду землетрясения 11 марта. Песня заняла 1-е место в iTunes в Испании, Швеции и Японии, а также достигла 19-го места в чарте Billboard Japan Hot 100.
«Jade» является первым синглом с невыпущенного альбома X Japan.

## Музыкальное видео
Видеоклип снимался в январе 2010 года и включён в видеоальбом X Japan Showcase in L.A. Premium Prototype, изданный в сентябре. В музыкальном видео группа выступает на крыше театра «Кодак» в Голливуде (штат Калифорния, США). Режиссёр — Дин Карр.

## Участники записи
- Тоси — вокал
- Сугидзо[англ.] — гитара
- Пата — гитара
- Хит — бас-гитара
- Ёсики — ударные, гитара, оркестровка
- Дэвид Кэмпбелл — оркестровка
- Энди Уоллес[англ.] — сведение
- Стивен Маркуссен — мастеринг[10]